# 塞拉普披肩

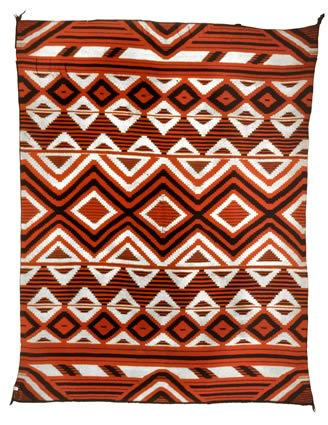
19世纪中期纳瓦霍人的塞拉普披肩

塞拉普披肩（英語：serape），又称塞雷普毛毯。一种墨西哥男性穿戴在肩膀的披肩，条纹颜色鲜艳。
这种毛毯状的长披肩，通常颜色鲜艳，末端有流苏，在墨西哥流行，特别是男性。典型颜色是黑色、灰色、棕色或两种色调的组合，这取决于不同地区羊群的自然颜色。